# Alfred Gauthier Calmbach

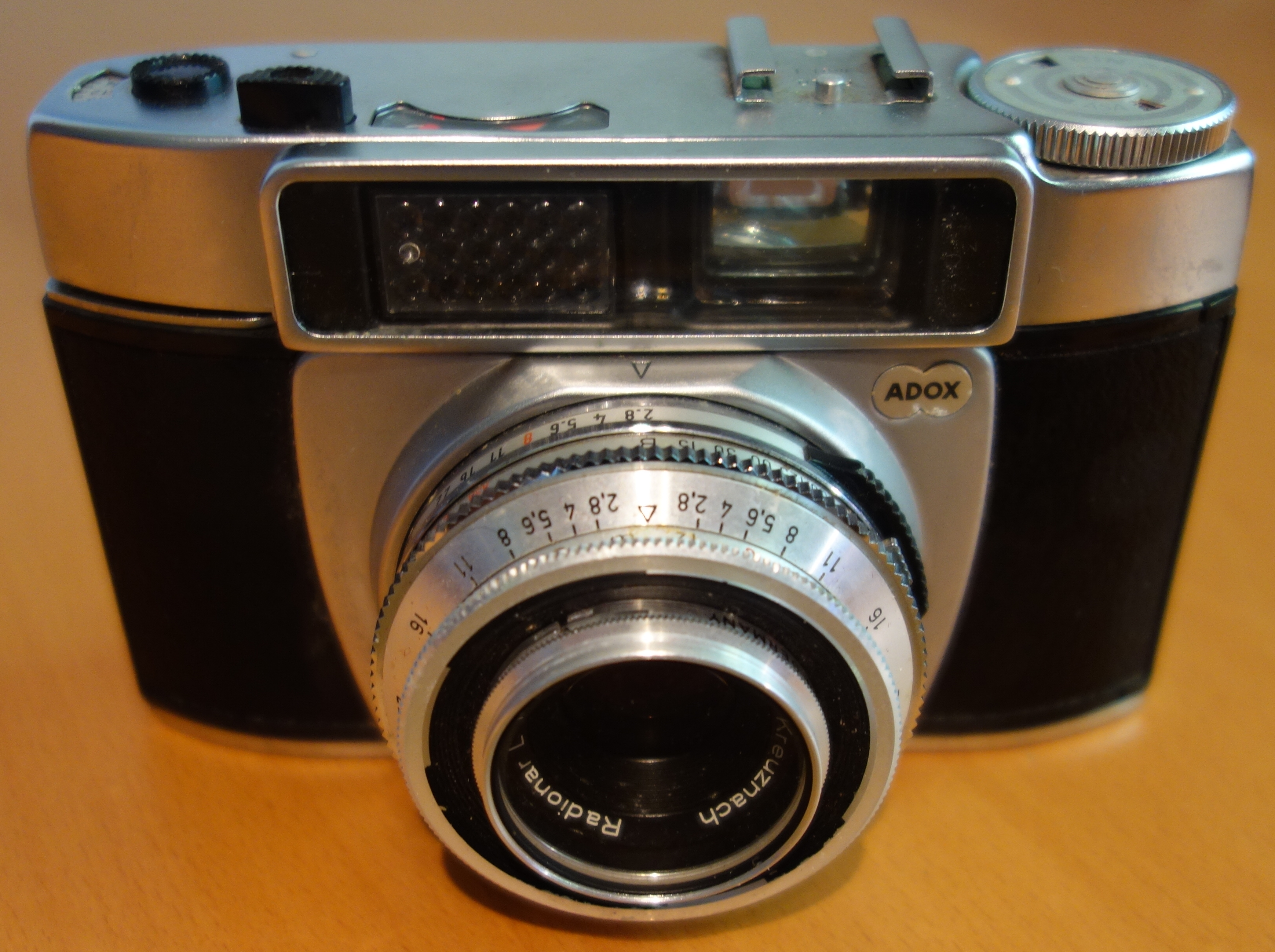
Adox Prontor 500 LK mit Radionar-Objektiv von Schneider-Kreuznach

Die Firma Alfred Gauthier, Feinmechanische Werkstatt, Calmbach wurde 1902 von dem Mechaniker Alfred Gauthier und seinem Bruder Gustav in Calmbach im Schwarzwald gegründet. Gauthier erwarb hier ein Grundstück mit Wasserkraft-Rechten und zog mit fünf Mitarbeitern und einigen Maschinen aus Pforzheim nach Calmbach im Enztal.
Das Unternehmen produzierte Kamera-Verschlüsse unter den Markennamen Ibsor, Vario, Pronto (ital. schnell) und Prontor. Um 1932 lieferte AGC den Scheiben-Rotationsverschluss für die Serienbildkamera Robot.
Das Firmenlogo zeigt einen halb geöffneten Zentralverschluss mit drei Lamellen und den Buchstaben AGC für Alfred Gauthier Calmbach.
Heute existiert das Unternehmen unter dem Namen „Prontor GmbH“ noch am selben Standort weiter und produziert Baugruppen und Subsysteme der Präzisionsmechanik und Medizintechnik. Der Ort Calmbach gehört heute zu Bad Wildbad.

## Firmengeschichte (gekürzt)
Die Brüder Alfred und Gustav Gauthier gründeten 1902 in Calmbach eine Werkstatt für Feinmechanik. Aus eigener Produktion wurden 1909 Spezialmaschinen für die feinmechanische Fertigung angeboten. Mit einem Stammkapital von 250.000 Mark wurde 1910 die „Alfred Gauthier GmbH“ gegründet. Die Carl-Zeiss-Stiftung wird über eine Minderheitsbeteiligung stiller Teilhaber. Alfred Gauthier behält seinen maßgebenden Einfluss. Gauthier und Zeiss beteiligen sich 1910 am Wettbewerber Friedrich Deckel. Alfred Gauthier zog sich 1931 aus Altersgründen aus dem Geschäft zurück. Carl Zeiss übernahm die Mehrheit am Unternehmen Alfred Gauthier. Während des Zweiten Weltkrieges spielte die Firma eine Schlüsselrolle bei der millionenfachen automatisierten Produktion von Granatzündern. Nachdem der Bezug von Produktionsautomaten aus der Schweiz zunehmend schwieriger geworden war, nannte Helmut Junghans, Vorsitzender des Sonderausschusses IX des Rüstungsbeirats der Wehrmacht, die Alfred Gauthier GmbH in der Liste der Ersatzlieferanten an erster Stelle. Der technische Betriebsleiter Karl Rentschler wurde vom NS-Staat für Verdienste auf dem Zünder-Sektor mit der Fritz-Todt-Nadel ausgezeichnet. Die Firma beschäftigte russische Zwangsarbeiter, die unter weit schlechteren hygienischen und Ernährungsbedingungen leben mussten als die französischen Zwangsarbeiter. Eine von der Firma Gauthier auf Anforderung der Französischen Militärverwaltung im Jahr 1948 erstellte Liste enthält die Namen von ca. 220 Zwangsarbeitern und Kriegsgefangenen, hauptsächlich aus Frankreich und der Sowjetunion. Unterkunft und Verpflegung organisierte die Firma Gauthier selbst auf dem Firmengelände.  Nach dem Zweiten Weltkrieg wurde das Unternehmen von der Militärregierung der Französischen Besatzungszone in Deutschland beschlagnahmt und die Produktionsanlagen demontiert. Das Unternehmen kann 1948 eigenständig die Produktion von Kameraverschlüssen und Spezialmaschinen wieder fortführen. 3.200 Mitarbeiter produzieren 1959 täglich bis zu 10.000 Verschlüsse. Der Firmenname wurde 1964 in „Prontorwerk Alfred Gauthier GmbH“ geändert. 1964 begann man mit der Herstellung von Maschinen zur Fertigung von optischen Geräten und zum Schleifen von optischen Gläsern. Die westdeutsche Zeiss-Gruppe übergab 1976 die gesamte Produktion von Verschlüssen an Gauthier.
1999 wurde mit der Entwicklung von optischen Geräten zur Herstellung von Microchips speziell Blenden für die Halbleiterlithographie begonnen. Ein Jahr später kam es zu Umstrukturierung und Reorganisation der Fertigungsbereiche, Investitionen und anderes in ein CNC-Hochleistungs-Bearbeitungszentrum mit Linearspeicherverkettung. 2002 feiert die Firma 100-Jahre-Jubiläum: Die Firma ist seit 2006 nach DIN ISO EN 14001 und OHSAS 18001. Die VTC Industrieholding erwirbt 2006 die Prontor GmbH von Carl Zeiss. Prontor und Zeiss bauen die Systempartnerschaft in den Bereichen Entwicklung, Fertigung und Montage weiter aus. Die VTC Industrieholding gibt 2014 im Zuge eines Exits wieder alle Anteile an das niederländische Medizintechnikunternehmen Hittech Group ab.
2020 wurde die Insolvenz in Eigenverantwortung bekanntgegeben. Betroffen waren 300 Mitarbeiter.